# Rosseti (Unternehmen)
Rosseti (russisch Публичное акционерное общество «Российские сети», Kurzform ПАО «Россети») ist ein russischer Stromversorger mit Sitz in Moskau. Verschiedene Atomkraftwerke in Russland und der Stromnetzbetreiber Moskowskaja objedinjonnaja elektrossetewaja kompanija sind im Eigentum des Unternehmens. Das Unternehmen ist an der Börse Moskau im RTS-Index gelistet.

## Geschichte
Rosseti wurde 2007 mit der Neuordnung des russischen Energiesektors aus dem aufgelösten Unternehmen Unified Energy System gegründet und führte zuerst die Namen Interregional Distribution Grid Companies Holding (Kurzform IDGC Holding), bis es 2013 in Russian Grids umbenannt wurde. Im August 2014 erhielt das Unternehmen dann den Namen Rosseti.